# Ploče
Ploče – miasto w południowej Chorwacji, w żupanii dubrownicko-neretwiańskiej, siedziba miasta Ploče. Leży nad Morzem Adriatyckim, u ujścia Neretwy. W 2011 roku liczyło 6013 mieszkańców.
W latach 1949–1954 i 1979–1991 nosiło nazwę Kardeljevo. W Ploče znajduje się port morski (przeładunki głównie rudy żelaza dla huty w Zenicy, wywóz drewna), w mieście rozwija się drobny przemysł, m.in. przetwórstwo azbestu. W 1966 roku zostało połączone 195 km odcinkiem zelektryfikowanej linii kolejowej z Sarajewem. W pobliżu Ploče znajdują się liczne ośrodki turystyczne (m.in. Gradac). Ploče znajduje się 30 km od znajdującego się w Bośni i Hercegowinie miasta Neum. 95,12% ogółu ludności stanowią Chorwaci.

## Transport

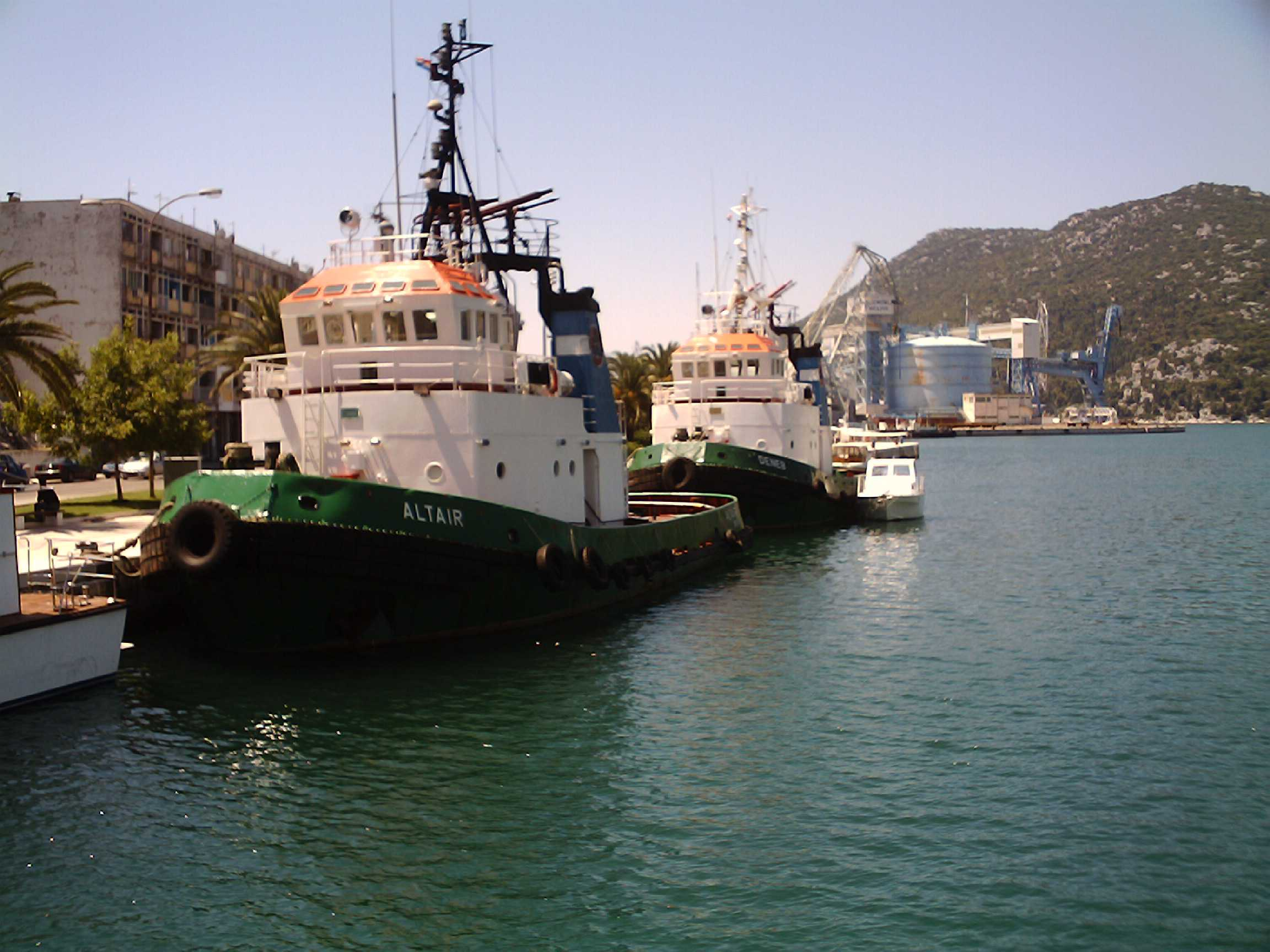
port w Ploče

### Transport drogowy
Przez miasto biegną drogi krajowe nr D8 od granicy ze Słowenią przez Rijekę, Split i Dubrownik do granicy chorwacko-czarnogórskiej, D413 i D425 stanowiąca przedłużenie autostrady A1 w stronę portu morskiego.

### Transport kolejowy
Stacja kolejowa w Ploče jest punktem końcowym na linii Sarajewo – Ploče łączącej miejscowość z Opuzenem, Metkoviciem, bośniacką Čapljiną i Sarajewem.